# Geografia marittima

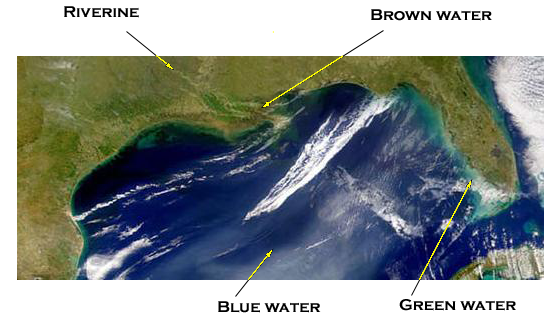
I quattro tipi di acque navigabili indicate in una immagine satellitare del Golfo del Messico

Per geografia marittima si intende una branca della geografia che studia, interpreta, descrive e rappresenta la Terra nei suoi aspetti fisici e antropici, cioè negli organismi spaziali della sua superficie limitatamente agli ambienti marittimi navigabili.
Attualmente la geografia marittima individua quattro regioni generiche:
- Regione fluviale
- Regione delle acque costiere
- Regione delle acque verdi
- Regione delle acque oceaniche

## Regioni

### Regione fluviale
L'ambiente fluviale o regione fluviale è composto da tutti i fiumi navigabili e di interesse.

### Regione delle acque costiere
L'ambiente o regione delle acque marroni comprende le zone litoranee, gli estuari e la costa. In tali acque, appartenenti alle acque territoriali di ogni Stato, si concentra gran parte del traffico mercantile e commerciale e vede il massiccio impiego dei mezzi delle polizie marittime e delle guardie costiere.

In quest'area operano anche le brown water navy

### Regione delle acque verdi
L'ambiente delle acque verdi si trova a metà tra le acque litoranee e quelle oceaniche ad una distanza di circa mille miglia dalla costa.

In tali acque operano le green-water navies con funzioni sia difensive che offensive.

### Regione delle acque oceaniche
L'ambiente delle acque blu si estende a partire dal margine delle acque verdi fino all'oceano aperto. In tali acque posso operare per lunghi periodi solo le più potenti marine militari denominate Blue-water navy